# Canton de Brest-Saint-Marc
Le canton de Brest-Saint-Marc est un ancien canton français situé dans le département du Finistère et la région Bretagne. Il tire son nom d'une commune rattachée à Brest en 1945.

## Composition
- Brest (fraction).

## Histoire
Le canton est créé par décret du 27 février 1991.
Il est supprimé à compter des élections départementales de mars 2015 par le décret du 13 février 2014.

## Représentation
| Période | Période | Identité          | Étiquette | Qualité |
| ------- | ------- | ----------------- | --------- | --- |
| 1991    | 1998    | Dominique Le Gall | RPR       | Huissier de justice à Brest |
| 1998    | 2011    | Patricia Adam     | PS        | Cadre d'action sociale Députée du Finistère (2002-2017)                                                                                        |
| 2011    | 2015    | Marc Labbey       | PS        | Ingénieur Ancien conseiller municipal de Brest Ancien suppléant du député Jean-Noël Kerdraon (1997-2002) Élu en 2015 dans le canton de Brest-3 |

## Démographie
| 1999   | 2006   | 2011   | 2012   |
| ------ | ------ | ------ | ------ |
| 22 383 | 21 531 | 21 265 | 20 927 |